# Малый Туртас
Малый Турта́с — река в России, протекает по Тюменской области, около трети — в Омской области. Устье реки находится в 241 км по левому берегу реки Туртас. Длина реки составляет 232 км. Площадь водосборного бассейна — 2560 км².

## Бассейн
(км от устья)
- 11 км: Большая Курлевая (лв)
- Малая Курлевая (лв)
- Неалистка (лв)
- Куреньга (лв)
- 66 км: Тынай (лв)
- Сосновая
- Урмала (лв)
- 100 км: Ик (лв)
  - 10 км: Тынцис (Урмала) (лв)
  - Карлыбаш (Тынцис) (лв)
    - Карабаш (пр)

  - 50 км: Ермильевка (лв)
    - Алексия (пр)
- Беличья (Пятерня) (пр)
- 108 км: Каус (лв)
  - Малый Игильни
  - Большой Игильни
  - 40 км: Тентит (Ярцис)
  - Иткуса
  - Чёрная
- Клитня (пр)
- Вайнарис (лв)
- Берёзовая (пр)
- Листвяшка
  - Бугала
- Вайнарис 2-й
- Большой Куем
- Малый Куем
- Манаевка
- Ямская
- Яреш
- Остяцкая
- Атай

## Данные водного реестра
По данным государственного водного реестра России относится к Иртышскому бассейновому округу, водохозяйственный участок реки — Иртыш от впадения реки Тобол до города Ханты-Мансийск (выше), без реки Конда, речной подбассейн реки — бассейны притоков Иртыша от Тобола до Оби. Речной бассейн реки — Иртыш.